# 杏山子站
杏山子站是徐州地铁1号线的地铁站，位于中华人民共和国江苏省徐州市泉山区泉润大道与菁英路交叉口，于2019年9月28日开通。

## 车站结构
杏山子站沿泉润大道东西设置，为地下二层岛式站台车站，车站长371.78米，标准段宽19.7米，车站地下一层为站厅层，地下二层为站台层，站台设置全高站台门。车站西侧设有两条出入段线连通杏山子车辆段。
| 地面              | 出入口 | 2、3、4、5出入口                                                                                        |
| 地下一层          | 站厅   | 客服中心、自动售票机、验票机                                                                            |
| 地下二层          | 站台   | \| \| \| █ 1号线往路窝（終點站） \| \| 島式 · 開左邊车门 \| \| \| \| \| \| █ 1号线往徐州东站（韩山） \| |
|                   |        | █ 1号线往路窝（終點站）                                                                                 |
| 島式 · 開左邊车门 |        | |
|                   |        | █ 1号线往徐州东站（韩山）                                                                               |

## 车站出口
杏山子站目前开放4个出入口，各出口及周围设施如下所示：
| 出口编号            | 照片 | 出口指示         | 建议前往的目的地                     |
| ------------------- | ---- | ---------------- | ------------------------------------ |
| 2 · 出口            |      | 泉润大道（南侧） | 湖西雅苑，徐州市光荣巷小学菁英路校区 |
| 3 · 出口            |      | 泉润大道（南侧） | 湖西雅苑                             |
| 4 · 出口            |      | 火花路（东侧）   | 中海熙岸华府                         |
| 5 · 出口 · （设有） |      | 火花路（西侧）   | 一水花园                             |
| 图例： 设有         |      |                  |                                      |

## 接驳交通

### 公交车
- 杏山子地铁站(泉润大道)：4路
- 杏山子地铁站：1路、H302路

## 车站历史
- 2016年9月17日，车站主体结构封顶[2]。
- 2019年9月28日，车站随1号线一期通车开通[1]。